# Pedeapsa cu moartea

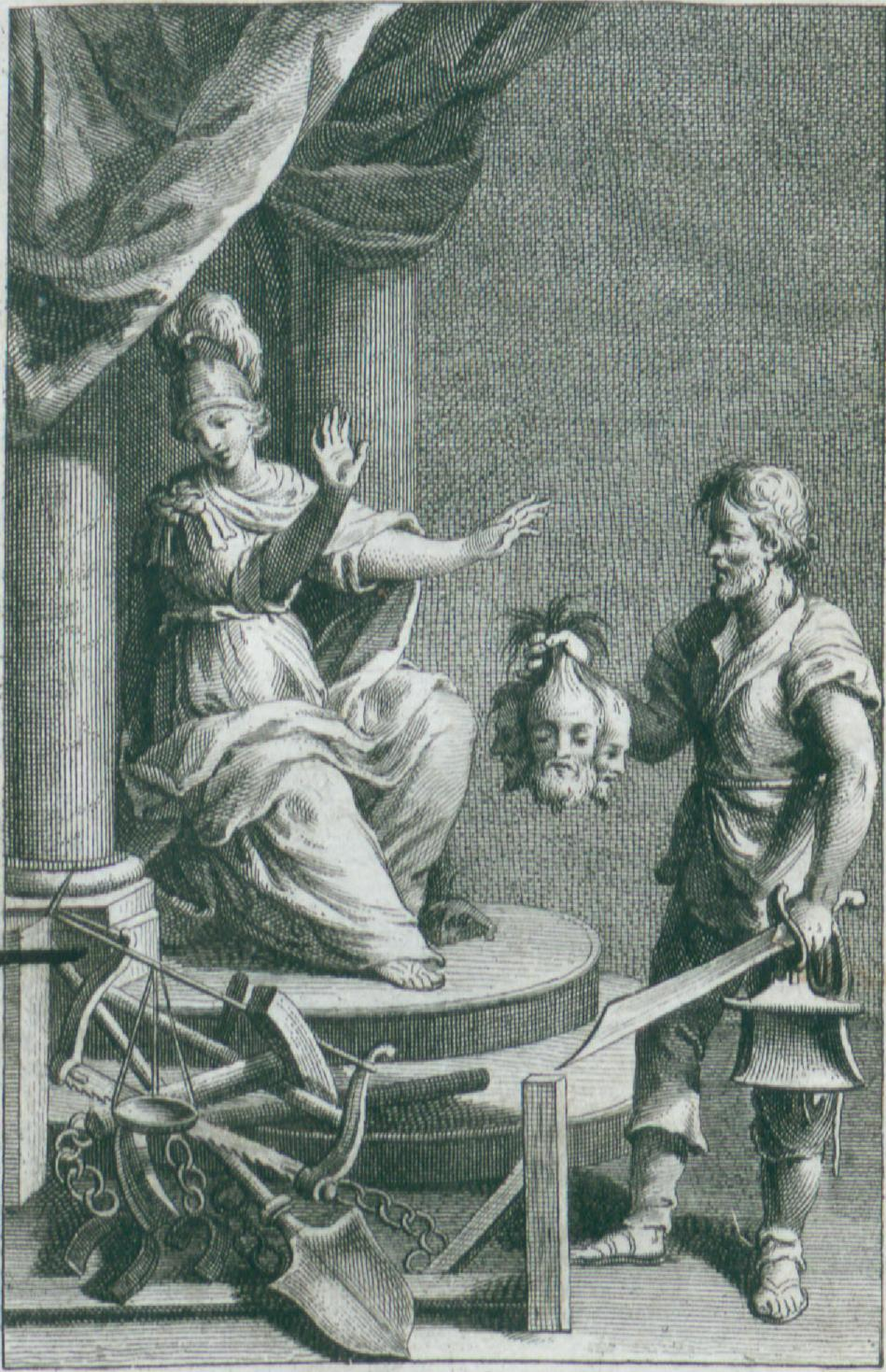
Cesare Beccaria, Dei delitti e delle pene

Pedeapsa cu moartea (cunoscută și ca pedeapsa capitală) este uciderea prevăzută prin lege a unui om ca pedeapsă pentru o crimă, pentru care a fost găsit vinovat. De obicei este precedată de un proces judiciar, care se termină cu o sentință de condamnare la moarte. Aceasta este pusă în aplicare prin execuție.
Din punct de vedere istoric, executarea infractorilor sau a adversarilor politici a fost o practică comună aproape tuturor societăților. Acum, pedeapsa capitală are o arie de folosire mai izolată, dar mai este încă practicată.
În unele țări, celor găsiți vinovați de crimă, spionaj sau trădare li se aplică această pedeapsă. Curțile marțiale dau cel mai des această sentință, fiind comună în dreptul militar.
În alte societăți pedeapsa cu moartea este folosită și pentru actele de viol, adulter, incest, homosexualitate sau trafic de stupefiante ori apostazie.
În China de exemplu, traficul de carne vie sau cazurile grave de corupție sunt pedepsite cu moartea.

## Metode de executare a condamnaților
În decursul istoriei, s-au folosit diverse metode de executare a condamnaților la moarte:
- Răstignire
- Ardere pe rug
- Decapitare
- Execuție cu ajutorul unui elefant
- Execuția prin tăierea cu ferăstrăul
- Ghilotină
- Lapidare
- Scaun electric
- Spânzurare
- Tragere pe roată
- Trasul în țeapă

## Pedeapsa capitală în România
În România comunistă au fost executate 104 persoane.
Între 1965 și 1989 Tribunalul Militar București a condamnat la moarte 47 de persoane.
Pedeapsa cu moartea a fost abolită prin decretul-lege nr. 6 din 7 ianuarie 1990 și a fost înlocuită cu pedeapsa detențiunii pe viață.
Pe 12 ianuarie 1990, sub presiunea mulțimii care cerea pedeapsa cu moartea pentru zeci de lideri comuniști, trimiși în judecată pentru omor deosebit de grav, Consiliul Frontului Salvării Naționale (CFSN) a decretat scoaterea în afara legii a Partidului Comunist Român și organizarea, în data de 28 ianuarie 1990, a unui referendum cu privire la pedeapsa cu moartea.
Cu zece zile înainte de referendum, CFSN a decis anularea acestuia, împreună cu anularea decretului prin care PCR fusese scos în afara legii.
Conducerea CFSN, prin vocea lui Ion Iliescu, a recunoscut atunci că ideea referendumului a fost o greșeală politică.
Constituția din 1991 a garantat dreptul la viață și a dispus clar interzicerea pedepsei cu moartea.
Ultimele persoane condamnate la moarte și executate au fost soții Ceaușescu (25 decembrie 1989).

## Execuții capitale în 2009
|    | Țara           | Număr de execuții în 2009                                                       |
| -- | -------------- | ------------------------------------------------------------------------------- |
| 1  | China          | Oficial niciuna. Cel puțin 1700 (estimare), dar posibil să fie și 10.000 pe an. |
| 2  | Iran           | 388                                                                             |
| 3  | Irak           | Cel puțin 120                                                                   |
| 4  | Arabia Saudită | Cel puțin 69                                                                    |
| 5  | Statele Unite  | 52                                                                              |
| 6  | Yemen          | Cel puțin 30                                                                    |
| 7  | Sudan          | Cel puțin 9                                                                     |
| 8  | Vietnam        | Cel puțin 9                                                                     |
| 9  | Siria          | Cel puțin 8                                                                     |
| 10 | Japonia        | 7                                                                               |
| 11 | Egipt          | Cel puțin 5                                                                     |
| 12 | Libia          | Cel puțin 4                                                                     |
| 13 | Bangladesh     | 3                                                                               |
| 14 | Thailanda      | 2                                                                               |
| 15 | Singapore      | Cel puțin 1                                                                     |
| 16 | Botswana       | 1                                                                               |
| 17 | Malaezia       | Cel putin 1                                                                     |
| 18 | Coreea de Nord | Niciuna                                                                         |